# أحمد عبد الله الفضالة
أحمد عبد الله الفضالة (ولد في 1957 في البحرين) سياسي وكاتب عمود بحريني.

## النشأة والتعليم
الفضالة من مواليد العام 1957. والده هو القاضي عبد الله ناصر الفضالة.
حاصل على بكالوريوس إدارة من جامعة البصرة بالعراق في العام 1977.

## المسيرة المهنية والسياسية
عمل مشرف حسابات البنوك في وزارة الإسكان من 1977 إلى 1978. انتقل للعمل مدرس ثانوية تجارية في وزارة التربية والتعليم من 1978 إلى 1982. ثم التحق بالأمانة العامة لدول مجلس التعاون الخليجي وتقلد المناصب الآتية:
- نائب مدير الدائرة المالية والإدارية 1982.
- مدير الإدارة المالية 1994.
- نائب مدير عام الشئون المالية والإدارية 2002.
- مدير إدارة التطوير الإداري والتدريب 2004.
- مدير إدارة الاتصالات بقطاع الشئون الاقتصادية 2007.

بالإضافة إلى كونه مسئول شئون التقاعد للموظفين البحرينيين العاملين في الأمانة العامة.
أيضا تولى عضوية جمعية الصحفيين البحرينية وجمعية الإصلاح (الإخوان المسلمون في البحرين).
كما أنه كاتب عمود في صحيفة الوطن البحرينية.
في 23 مايو 2008 أصدر الأمين العام لمجلس التعاون الخليجي عبد الرحمن بن حمد العطية قرارا بترقية الفضالة إلى درجة وزير مفوض في الأمانة العامة لدول مجلس التعاون الخليجي وذلك نظير جهوده المتميزة وعطائه الكبير في كل المهمات المتنوعة الموكلة إليه في المناصب التي تقلدها خلال عمله في جهاز الأمانة العامة.
في 22 ديسمبر 2013 أصدر عبد اللطيف بن راشد الزياني الأمين العام لمجلس التعاون الخليجي قرار بتعيين الفضالة مستشارا للأمين العام.
في 6 أغسطس 2019 تم تعيينه عضو في لجنة العلاقات العامة والإعلام ل‍جائزة الشيخ خليفة بن علي آل خليفة للعمل الخيري.
في 12 يناير 2020 وبمناسبة وفاة سلطان عمان قابوس بن سعيد أشار الفضالة إلى نجاحات التجربة العمانية في الحكم والإدارة والتي قادها السلطان مركزا على سيرته ومسيرته الفريدة منذ نشأته في الثامن عشر من نوفمبر 1940 والتي خلص فيها إلى أن الفقيد كان موهوبا بإحساس دافئ تجاه وطنه وشعبه منذ السنوات الأولى من حياته وارتبط بشعبه ارتباطا وثيقا من خلال جولاته السنوية للقائهم والاستماع إلى طلباتهم.
في 18 مايو 2022 قرر رئيس مجلس إدارة جمعية البحرين لرعاية الوالدين أحمد محمد البنا تعيين الفضالة مديرا عاما لنادي إبراهيم خليل كانو الاجتماعي الذي قامت ببنائه عائلة كانو تبرعا منها لكبار المواطنين من السيدات والرجال من أهالي مدينة المحرق لممارسة هواياتهم وأنشطتهم الرياضية والثقافية والتدريبية والاجتماعية.